# Хуссейн Онн
Хусейн бін Онн (малай. Hussein bin Onn; нар. 12 лютого 1922, Джохор-Бару — пом. 29 травня 1990, Сан-Франциско) — малайзійський державний і політичний діяч, прем'єр-міністр Малайзії у 1976–1981 рр.

## Біографія
Народився в сім'ї відомого політичного діяча, борця за незалежність, засновника і першого голови партії Об'єднана малайська національна організація (ОМНО) Дато Онна бін Джаффарі.
Отримав військову освіту в Індійській військової академії у Дехрадуні. У роки Другої світової війни (з 1940) служив в індійській армії на Близькому Сході, потім працював інструктором у Центрі навчання малайської поліції у Равалпінді. Пізніше обіймав ряд адміністративних посад.
Політична діяльність пов'язана з ОМНО, одним із засновників якої був його батько Дато Онн (з 1946). У 1949–1950 — голова молодіжної організації, у 1950–1951 — генеральний секретар ОМНО. У 1951 р. вийшов з партії слідом за своїм батьком і вступив до його партії незалежності Малаї. У 1958 р. отримав юридичну освіту у Лондоні, після чого займався приватною юридичною практикою.
У 1968 р. повернувся до ОМНО, з 1969 р. — член виконкому партії і депутат парламенту, з 1970 — міністр освіти (під час його каденції парламентським секретарем міністерства був Мохамед Рахмат. У 1972 р. стає віце-президентом ОМНО, а у 1973 — 1-м заступником голови партії, заступником прем'єр-міністра, у 1973–1974 — також міністр торгівлі і промисловості, з 1974 — також міністр фінансів і міністр координації діяльності урядових торгово-промислових організацій.
З 15 січня 1976 — виконувач обов'язків голови партії і голова правлячої партійної коаліції Національний фронт.
З 15 січня 1976 по 16 липня 1981 — прем'єр-міністр. Пішов у відставку і з активної політики за станом здоров'я. На початку 1981 овдовів. Помер у госпіталі у США, похований у національному мавзолеї героїв Макам Пахлаван.
Він і його попередник на посаді прем'єр-міністра і лідера ОМНО були одружені з дочками Мохаммада Ноа, який був відомим малайзійським політиком.